# Chakuriku!!
CHAKURIKU!! é o primeiro álbum de estúdio da carreira solo de Masaaki Endoh. Foi lançado em 27 de novembro de 2003 pela Lantis e possui 12 faixas.

## Produção
Endoh escreveu várias músicas do álbum, além de outras de grande sucesso que foram inclusas, como a abertura de Cybaster. "Senshi yo, Tachiagare!". A produção ficou por conta do TRY FORCE (grupo composto por Hironobu Kageyama, Kenichi Sudo, Yoshichika Kuriyama e Yohgo Kohno, da MAKE-UP). Uma edição limitada foi lançada contendo um DVD com o videoclipe de "Zettai Mutetsu no GO Fighter", além de seu respectivo making of. Esta música foi composta por Kohei Tanaka, o mesmo compositor da primeira abertura de One Piece, "We Are!". A cantora Haruko Momoi contribui com uma música.

## Recepção
Sobre o álbum, o CD Journal escreveu que "é um álbum imperdível, repleto da versatilidade e força de um talentoso cantor." Ficou em 223° lugar na Oricon Albums Chart.

## Legado
A música "Senshi yo, Tachiagare!" se tornou uma das mais conhecidas do cantor, sendo selecionada para o álbum acústico Present of the Voice, além de ser escolhida para vários álbuns especiais com músicas de animes, como SUPER HERO vs SUPER ROBOT SPIRITS LIVE 2000, Super Robot Spirits The Best Vol.3 -Real Robo hen-, Netsuretu! Anison Spirit Anitama Live, os dois Akogi na futaritabi daze!!, entre outros. O single chegou à 78ª posição no Oricon Singles Chart.
Inclui a música "Ticket to the Paradise", tema de abertura do programa Anipara Ongakukan, do qual Endoh foi apresentador junto com Kageyama por 16 anos. Ela foi posteriormente lançada no single da nova abertura do programa, que alcançou a 175ª posição no Oricon Singles Chart.

## Faixas
| N.º            | Título                                            | Letras                          | Música                 | Arranjo                | Duração |  |
| 1.             | "Kanzen Muketsu no GO Fighter!! (Theme Of Endoh)" | Masaaki Endoh                   | Kohei Tanaka           | Yohgo Kohno            | 5:08    |  |
| 2.             | "Ai no Manifest"                                  | Haruko Momoi                    | H. Momoi               | Y. Kohno               | 4:19    |  |
| 3.             | "Dokuritsu Kinenbi 〜Datsu Tohoku Sengen!!〜"     | M. Endoh e Hironobu Kageyama    | M. Endoh e H. Kageyama | Yoshichika Kuriyama    | 5:19    |  |
| 4.             | "Going"                                           | YOFFY, do Psychic Lover         | YOFFY                  | Y. Kohno               | 5:02    |  |
| 5.             | "Shobai Hanjo!!"                                  | Tsuyoshi Tamai e Kenji Yamamoto | Y. Kohno               | Y. Kohno               | 4:34    |  |
| 6.             | "Oath ~Chikai~" (com RM-01)                       | H. Kageyama                     | Y. Kohno               | Y. Kohno               | 4:30    |  |
| 7.             | "White Breath"                                    | M. Endoh e H. Kageyama          | YOFFY                  | Kenichi Sudo           | 5:16    |  |
| 8.             | "Ticket to the Paradise"                          | H. Kageyama                     | H. Kageyama            | K. Sudo                | 6:18    |  |
| 9.             | "THIS IS THE ENDOH ~Not the End~"                 | H. Kageyama                     | Y. Kohno               | Y. Kohno e Y. Kuriyama | 4:52    |  |
| 10.            | "JEWEL"                                           | Masami Okui                     | K. Sudo                | K. Sudo                | 5:26    |  |
| 11.            | "HAPPY ICE CREAM" (com JAM Project)               | M. Okui                         | Yoshiki Fukuyama       | Y. Kohno               | 4:05    |  |
| 12.            | "Senshi yo, Tachiagare!" (de Cybaster)            | Tetsuo Kudoh                    | Masatoshi Sakashita    | K. Sudo                | 5:09    |  |
| Duração total: | Duração total:                                    | Duração total:                  | Duração total:         | Duração total:         | 58:48   |  |